# Basingstoke Bison
Die Basingstoke Bison sind ein 1988 als Basingstoke Beavers gegründeter Eishockeyclub aus der Stadt Basingstoke in England. Das Team spielt in der britischen National Ice Hockey League. Die Spiele werden in der Planet Ice Silverdome Arena ausgetragen, die eine Kapazität von 1.800 Plätzen hat.

## Geschichte

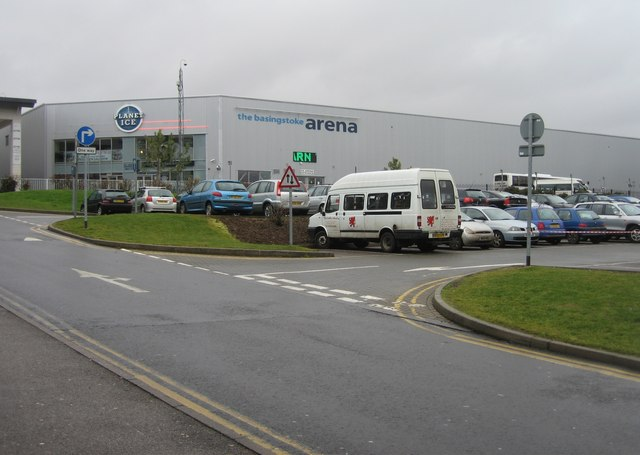
Basingstoke Arena

Nach der Gründung 1988 als Basingstoke Bearvers nannte sich der Club 1995, dessen Hauptsponsor viele Jahre das deutsche Unternehmen Wella war, in Basingstoke Bison um. Von 1996 bis 1998 spielte die Mannschaft in der Ice Hockey Superleague. Danach gehörte die Mannschaft bis zu ihrer Aufnahme in die Elite Ice Hockey League 2003 der British National League an.